# Gerhard Wilhelm Kernkamp
Gerhard Wilhelm (Willem) Kernkamp, född 20 november 1864 i Hoorn, död 9 oktober 1943 i Utrecht, var en nederländsk historiker.
Kernkamp blev 1890 filosofie doktor på avhandlingen De sleutels van de Sont. Het aandeel van de Republiek in den Deensch-Zweedschen oorlog van 1644–45, som ådrog sig uppmärksamhet, samt utnämndes till professor i historia 1901 i Amsterdam och 1903 i Utrecht.
På offentligt uppdrag anställde Kernkamp 1900 forskningar i Sveriges och Danmarks arkiv efter handlingar rörande Nederländernas historia och ingav i anledning därav berättelsen Verslag van een onderzoek in Zweden, Noorwegen en Denemarken naar archivalia, belangrijk voor de geschiedenis van Nederland etc. (1902).
Kernkamp utgav vidare Memoriën van den zweedschen resident Harald Appelboom (i "Bijdragen en mededeelingen van het Historisch genootschap", del 26, 1905), Zweedsche archivalia, innehållande bland annat Samuel Blommaerts (1635–41) och Louis De Geers (1618-52) brev till Axel Oxenstierna (ibid., del 29, 1908) och Baltische archivalia (1909), resultat av ytterligare undersökningar i svenska och danska arkiv samt även av sådana i de tyska östersjöstäderna, varjämte han i ovannämnda sällskaps "Bijdragen" (del 31, 1910) gjort meddelande om Bengt Ferrners dagboek van zijne reis door Nederland in 1759.